# Santo António (Sao Tomé en Principe)
Santo António is hoofdstad van het eiland en de provincie Principe in het land Sao Tomé en Principe. De stad telt 1156 inwoners en was van 1753 tot 1852 de hoofdstad van de kolonie Sao Tomé en Principe.
Santo António ligt aan de noordoostkust van Principe aan de monding van de rivier de Palhota. De plaats is bekend vanwege de koloniale architectuur en diverse kerken.

## Bevolkingsontwikkeling
| Jaar                | Inwoners |
| ------------------- | -------- |
| 1999 (schatting)    | 1.156    |
| 2001 (volkstelling) | 1.010    |
| 2010 (berekening)   | 1.312    |

Provincies: Sao Tomé (Sao Tomé) · Principe (Santo António)
Districten: Água Grande (Sao Tomé) · Cantagalo (Santana) · Caué (São João dos Angolares) · Lembá (Neves) · Lobata (Guadalupe) · Mé-Zóchi (Trindade) · Pagué (Santo António)
Eilanden: Ilhéu Bom Bom · Ilhéu das Cabras · Ilhéu Caroço · Principe · Ilhéu das Rolas · Ilhéu de Santana · Sao Tomé · Tinhosa Grande · Tinhosa Pequena